# Бијели Вир
Бијели Вир је насељено место у саставу општине Зажабље, Дубровачко-неретванска жупанија, Република Хрватска.

## Историја
До територијалне реорганизације у Хрватској налазио се у саставу старе општине Метковић.

## Становништво
На попису становништва 2011. године, Бијели Вир је имао 292 становника.
| Број становника по пописима | Број становника по пописима | Број становника по пописима | Број становника по пописима | Број становника по пописима | Број становника по пописима | Број становника по пописима | Број становника по пописима | Број становника по пописима | Број становника по пописима | Број становника по пописима | Број становника по пописима | Број становника по пописима | Број становника по пописима | Број становника по пописима | Број становника по пописима |
| --------------------------- | --------------------------- | --------------------------- | --------------------------- | --------------------------- | --------------------------- | --------------------------- | --------------------------- | --------------------------- | --------------------------- | --------------------------- | --------------------------- | --------------------------- | --------------------------- | --------------------------- | --------------------------- |
| 1857                        | 1869                        | 1880                        | 1890                        | 1900                        | 1910                        | 1921                        | 1931                        | 1948                        | 1953                        | 1961                        | 1971                        | 1981                        | 1991                        | 2001                        | 2011                        |
| 0                           | 0                           | 136                         | 165                         | 172                         | 237                         | 0                           | 0                           | 318                         | 431                         | 433                         | 447                         | 414                         | 385                         | 327                         | 292                         |

Напомена: У 1981. овом насељу је припојено насеље Добрање које је 1991. поново издвојено у самостално насеље. У 1991. део подручја насеља припојен је насељу Метковић (град Метковић). У 1857., 1869., 1921. и 1931. подаци су садржани у насељу Добрање, као и део података у 1880. У 1880. и 1890. исказано као део насеља.

### Попис1991.
На попису становништва 1991. године, насељено место Бијели Вир је имало 385 становника, следећег националног састава:
| Попис 1991.‍  | Попис 1991.‍  | Попис 1991.‍ | Попис 1991.‍ | Попис 1991.‍ |
| ------------ | ------------ | ----------- | ----------- | ----------- |
|              |              |             |             |             |
| Хрвати       | Хрвати       |             | 377         | 97,92%      |
| Муслимани    | Муслимани    |             | 1           | 0,25%       |
| неопредељени | неопредељени |             | 2           | 0,51%       |
| непознато    | непознато    |             | 5           | 1,29%       |
| укупно: 385  |              |             |             |             |